# Czarny pirat (film 1926)
Czarny pirat (ang. The Black Pirate) – amerykański film płaszcza i szpady z 1926 roku w reżyserii Alberta Parkera, z udziałem Douglasa Fairbanksa.

## Obsada
- Douglas Fairbanks
- Billie Dove
- Anders Randolf
- Donald Crisp
- Tempe Pigott
- Sam De Grasse
- Charles Stevens
- Charles Belcher
- Edward Ratcliffe

## Wyróżnienia
| Rok wpisania | National Film Registry |
| ------------ | --- |
| 1993         | Lista filmów budujących dziedzictwo kulturalne USA utworzona przez National Film Preservation Board i przechowywana w Bibliotece Kongresu Stanów Zjednoczonych |